# NGC 5062
NGC 5062 este o galaxie lenticulară situată în constelația Centaurul. A fost descoperită în 1 mai 1834 de către John Herschel. Se află la o distanță de 49,89 de megaparseci de Pământ.